# Оліва-де-Пласенсія
Оліва-де-Пласенсія (ісп. Oliva de Plasencia) — муніципалітет в Іспанії, у складі автономної спільноти Естремадура, у провінції Касерес. Населення — 262 особи (2010).
Муніципалітет розташований на відстані близько 200 км на захід від Мадрида, 75 км на північ від Касереса.
На території муніципалітету розташовані такі населені пункти: (дані про населення за 2010 рік)
- Альмендраль: 0 осіб
- Оліва-де-Пласенсія: 262 особи

## Демографія
Динаміка населення (INE ):

## Галерея зображень

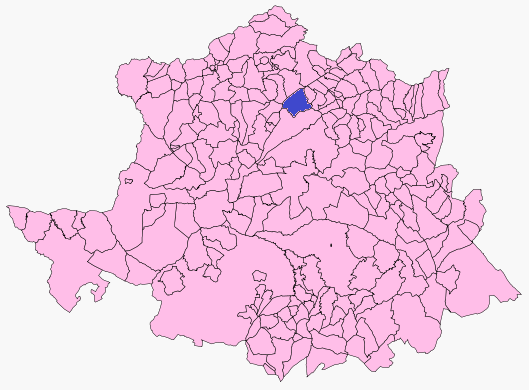
Розташування муніципалітету у провінції Касерес